# Tim Tanneberger
Tim Tanneberger (* 1993 in Berlin) ist ein deutscher Koch.

## Werdegang
Tanneberger kochte von 2014 bis Oktober 2020 im Restaurant Eins44 in Berlin, ab Mai 2020 neben Daniel Achilles. Dann kochte er für ein soziales Projekt und war Gastkoch für ein veganes Menü im Restaurant Spindler in Berlin.
Im Oktober 2021 wurde Tanneberger Küchenchef des The NOname in Berlin, das 2023 mit einem Michelinstern ausgezeichnet wurde. Er kocht eine pflanzenbasierte Küche.

## Auszeichnungen
- 2021: Aufsteiger des Jahres, Berliner Meisterköche
- 2023: Ein Michelinstern für das theNOname[6][7]
- 2023: Aufsteiger des Jahres, Der Feinschmecker[8]